# Euexia percnopus
Euexia percnopus là một loài bướm đêm trong họ Geometridae.